# روس كوثبرت
روس كوثبرت هو محامي وسياسي كندي، ولد في 17 فبراير 1776، وتوفي في 28 أغسطس 1861.